# Alexandre de Corint
Alexandre (mort el 247 aC) fou un governador macedoni i tirà de Corint. Era el fill de Cràter que havia governat fidelment Corint i Calcis pel seu mig germà Antígon II Gònates. La seva àvia era Fila, la filla del cèlebre Antípater i la primera esposa de Demetri Poliorcetes. D'acord amb una nota de Titus Livi (XXXV, 26), el nom de la seva mare podria haver estat Nicea i aquest va ser també el nom de la seva esposa.
A la mort del seu pare, al voltant de 263 aC, Alexandre va heretar la seva posició, que anava llavors molt més enllà d'un mer cap de la guarnició macedònia i s'assemblava més a una regència dinàstica a Grècia. Durant alguns anys Alexandre va romandre lleial a Antígon, però per volts del 253 abans de Crist va acceptar subsidis del rei egipci Ptolemeu II i va decidir desafiar la supremacia macedònia i buscar la independència com un tirà.
La pèrdua de Corint i Eubea va ser un cop gairebé irreparable a l'hegemonia de Macedònia sobre Grècia. Antígon va tractar de recuperar-se, amb la construcció d'una aliança amb Atenes, Argos i Sició, però Alexandre va aconseguir portar Sició al seu costat i, posteriorment, es va aliar amb la Lliga Aquea. Davant el desafiament d'una ofensiva contemporània del seu rival ptolemàic a les Cíclades, Antígon va ser incapaç de protegir els seus aliats. En 249 aC Alexandre va aconseguir victòries sobre Atenes i Argos i l'any següent, possiblement, va obligar els seus enemics a acceptar una treva.
En l'apogeu del seu poder, Alexandre va morir l'any 247 abans de Crist, en circumstàncies que van portar als seus contemporanis a creure que havia estat enverinat per Antígon Gònates.
 
La seva vídua Nicea va assumir el control de les seves possessions, però després de la mort del seu protector Ptolemeu II Filadelf el 246 aC la seva posició es va afeblir. Quan Antígon va aconseguir una victòria naval sobre els seus enemics i una incursió etòlia a Beòcia amenaçava Calcis, Àtica i Corint, ella va acceptar de casar-se amb el fill i hereu d'Antígon Demetri II de Macedònia. Durant les celebracions matrimonials a l'hivern de 245/44 aC Antígon va prendre la guarnició de l'Acrocorint i recuperà el control de les seves antigues possessions.